# Vincenzo degli Alessandri
Vincenzo degli Alessandri (Venezia, 1530 – Venezia, dopo il 1595) è stato un viaggiatore e diplomatico italiano, al servizio della Repubblica di Venezia.

## Biografia
Non si hanno documenti relativi Vincenzo degli Alessandri da cui trarre dati biografici precisi; tuttavia importanti notizie su questo diplomatico della Repubblica di Venezia sono contenute in numerosi atti ufficiali e in una sua relazione del 1574, sulla Persia, che ebbe un'ampia diffusione in tutta Europa. È noto pertanto che Vincenzo degli Alessandri, membro di una nota famiglia veneziana, nel 1566 era segretario veneziano a Costantinopoli e conosceva la lingua turca e il "paese turchesco". Gli venne pertanto affidata la missione di recarsi in Persia per ottenere l'intervento persiano, a fianco di Venezia, contro l'Impero ottomano. Giunse alla corte persiana dopo un viaggio molto lungo e pericoloso, ma la missione diplomatica non ebbe successo perché il diplomatico veneto non fu neanche ricevuto dal re Tamas. Tuttavia la sua relazione sulla Persia, letta nel Senato veneziano nel 1574, ebbe una grande diffusione e fissò l'immagine di quel paese presso gli europei nel XVII secolo.
Nel 1580 Alessandri entrò nel Consiglio dei Dieci. Nel 1588 fu incaricato di una missione in Bosnia per comporre una vertenze di confine e altre controversie. L'ultimo documento ufficiale risale al febbraio 1595 quando venne accolta una sua supplica per essere ricompensato dei servigi resi alla Repubblica.

## Relazione
- «Relazione di Persia, di M. Vincenzo degli Alessandri». In : Eugenio Alberi (a cura di), Le relazioni degli ambasciatori veneti al senato, raccolte, annotate ed edite da Eugenio Albèri a spese di una società, Firenze : Società editrice fiorentina, Tipografia all'insegna di Clio, 1844, Serie III, Vol. II, pp. 103-127 (Google books)